# Clemens Winkler
Clemens Aleksander Winkler (ur. 26 grudnia 1838 we Freibergu, zm. 8 października 1904 w Dreźnie) – niemiecki chemik, odkrywca pierwiastka chemicznego germanu (1886).
Mianowany profesorem technologii chemicznej oraz chemii analitycznej na Uniwersytecie we Freibergu w 1871 roku. Członek Komitetu Królewskiej Szwedzkiej Akademii Nauk od 1892 roku. Zasłużył się jako twórca technicznej analizy gazów. Około roku 1884 napisał Lehrbuch der technischen Gasanalyse.
Zmarł na raka.